# 花

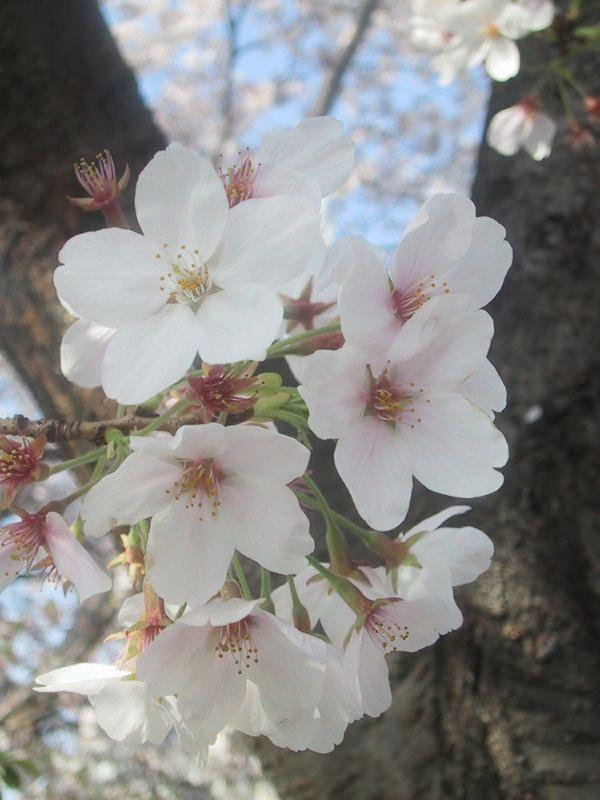
桜の花

いろいろな花

花（はな、華とも書く。花卉-かき＝漢字制限のため、「花き」と書かれることが多い）とは、植物が成長してつけるもので、多くは綺麗な花びらに飾られる。花が枯れると果実ができて、種子ができる。多くのものが観賞用に用いられる。生物学的には種子植物の生殖器官である。また、植物の代表的器官として、「植物（種）」そのものの代名詞的に使われることも多い。植物の花を生花（せいか）、紙や布・金属などで作られた花を造花（ぞうか）という。

## 生物学的「花」

### 花の定義
花は雌蕊や雄蕊を含む（ないものもある）、一個の有限の茎頂に胞子葉（花葉）と不稔の付属物などから構成された、種子植物の生殖器官である。
しかし、その厳密な定義については複数の考え方が存在する。
1. 被子植物の生殖器官を花とする考え方
2. 胚珠のある生殖器官を花とする考え方（被子植物と裸子植物）
3. 生殖器官が密集したものを花とする考え方

花は、胞子葉が枝先に固まった構造から生じたと見られるが、この意味を広く考えれば、普通の被子植物の花以外に、裸子植物における松ぼっくりなどの元になる構造や、さらにはスギナの胞子葉であるツクシのようなものまでが花と言えてしまう。2は、松ぼっくりまでは花だというもので、3は、ツクシも花だという立場と言える。
1はアメリカの研究者に多く、2はヨーロッパの研究者に多い。19世紀は3の考え方が主流だったが、現在では一番合理的とされる2が主流になりつつある。

### 構造
花全体の構造は、1本の枝に、先端の方から大胞子葉、小胞子葉、不実の葉が並んだ構造が、ごく短くつまったものと見なせる。
典型的な花は、枝から伸びた柄の先につき、中心に雌蕊をもち、その周囲を雄蕊が囲む。その周囲には、花びらや萼などが配置する。雄蕊では花粉が作られ、雌蕊には胚珠が入っている。この両者の働きで種子が作られる。
裸子植物においては、雌雄異花が普通で、軸を中心に胞子葉由来の鱗片状の構造が並んだ形を取るのが普通である。
被子植物では、花びらや萼といった装飾的な構造が多数加わることが多い。したがって、その構造は中心に大胞子葉由来の雌蕊、その外側に小胞子葉由来の雄蕊、そしてその外側に葉由来の花弁、そして一番外側にやはり葉由来の萼が取り巻くという形になる。花弁、萼はまとめて花被と呼ばれる。ただし全ての花がこのような構造を持っているわけではなく、花びらや萼などが無い花も多い。特に風媒花などでは、花びらの欠損や退化が見られるものが多い。イネ科の場合このような花を小穂という。
1つの花に雄蕊と雌蕊を備える花が多いが、どちらかだけを持つ、雌雄異花のものもある。雄蕊と雌蕊が両方備わっていても、片方が機能していない例や、どちらかが先に熟し、同時には熟さないようになっている例も多い。
花の配列状態を花序という。花序は花によって異なるが、ある一定の方式に沿って並ぶ。
苞は、花や花序の基部につく葉のことをいう。包葉ともいう。通常は、小型であるが花弁状になるものもある。

### 花の進化

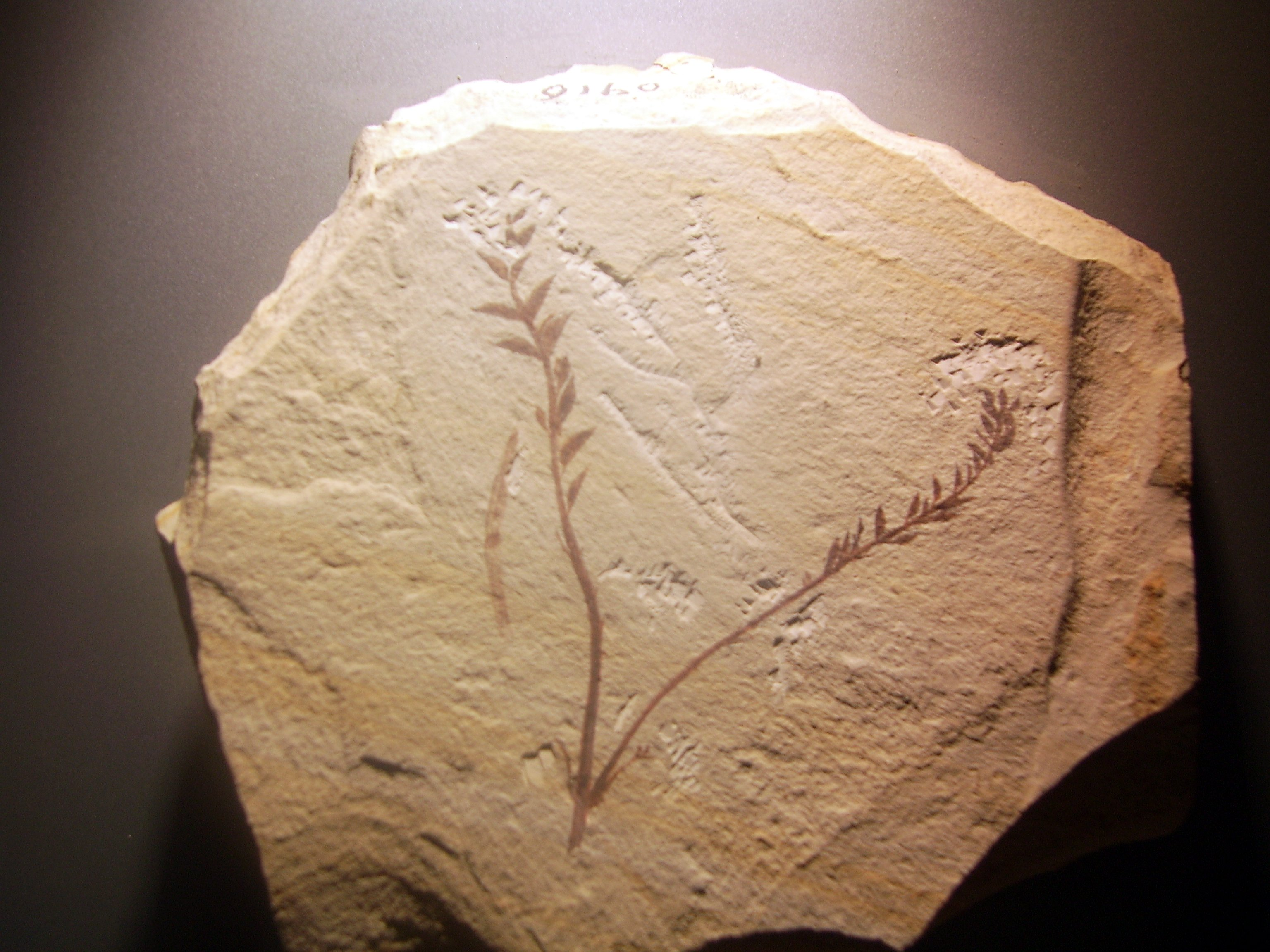
既知の植物で最も古いとされる被子植物の化石アルカエフルクトゥス

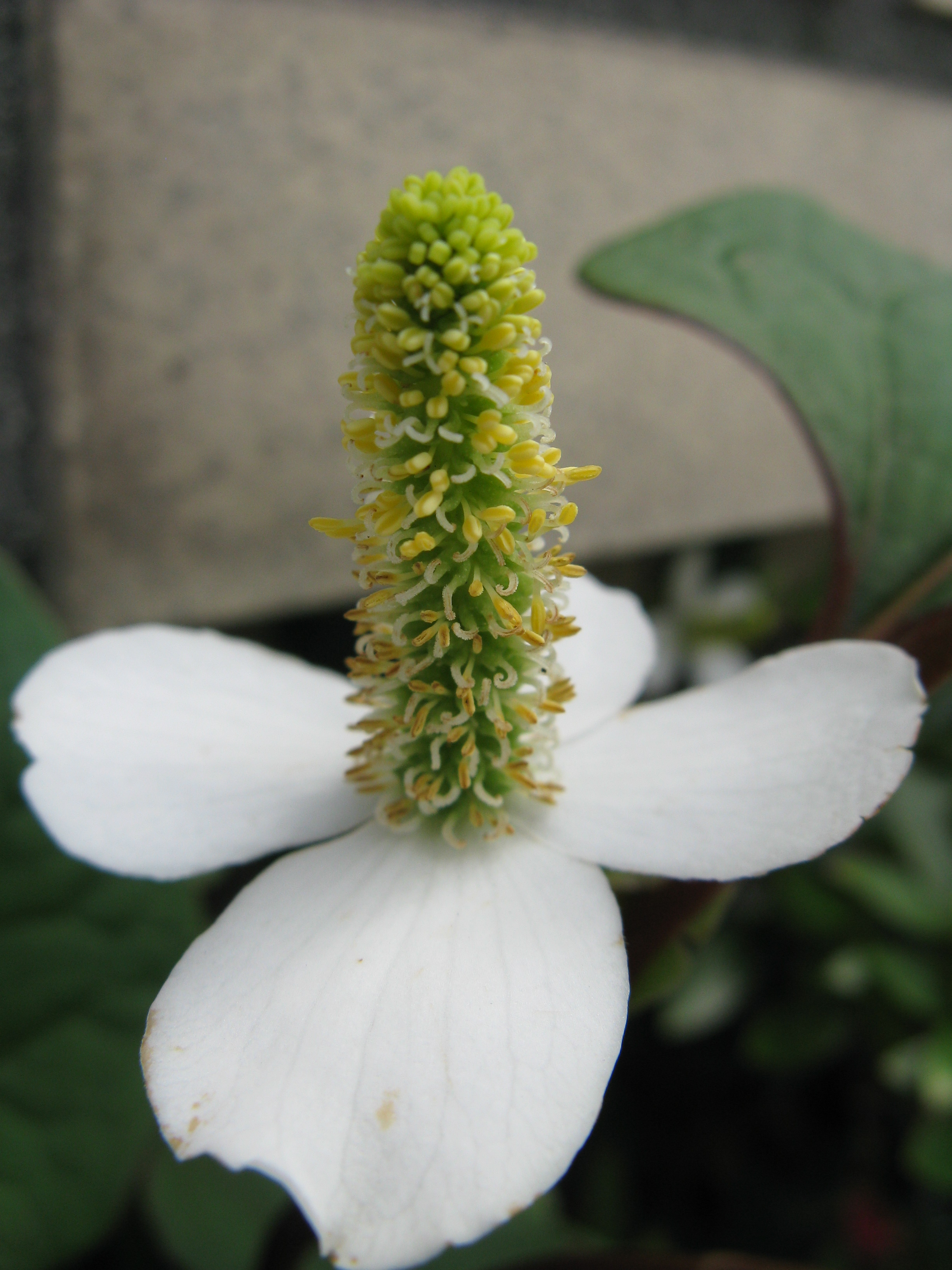
ドクダミの花
穂には花が並び、個々の花は雄蘂と雌蘂1本ずつから成る

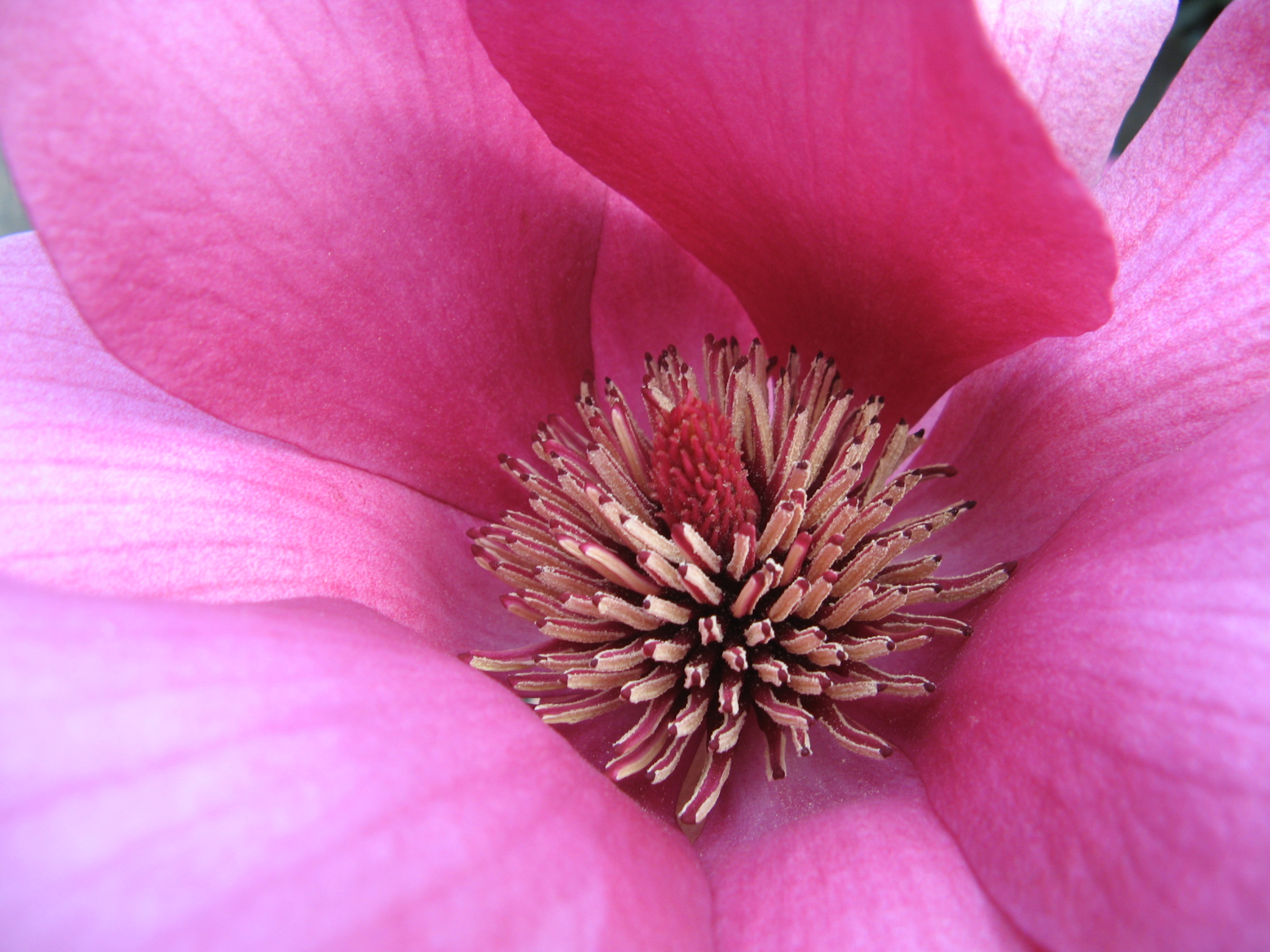
モクレンの花
中央の穂状のものは外側は雄蘂、内側は雌蘂、いずれも多数あってらせん状に並ぶ

種子植物がシダ植物から進化するに伴い、雄蕊は小胞子のうをつける胞子葉が、雌蕊は大胞子のうをつける胞子葉が各々変化してできたと考えられる。また、花びら、萼も葉が起源のものと考えられる。
被子植物の花が、どのようにして進化したかについては、大きく2説がある。
1. 1雄蕊1雌蕊1花被1の花を原始的なものと見なし、次第に複雑な構造のものが出現したとする説で、新エングラー体系の根拠となっている。
2. 軸を中心に多数の雄蕊、雌蕊、花被が螺旋状に並んだ花を原始的なものと見なし、次第にその形が整理されてきたと見なすもので、クロンキスト体系はこれを基礎とする。

クロンキスト体系では、双子葉植物綱ではキク目を最も進化したものとし、単子葉植物綱ではラン目を最も進化したものとする。

### 生殖様式
花粉により受粉をさせ、生殖を行う。受粉の様式は、花の構造により自家受粉と他家受粉に分けられる。通常、他家受粉が起きることが望ましいので、種類によっては自家受粉を妨げるような仕組みが見られる。例えば、雄蕊と雌蕊のどちらか先に成熟するようになっているのもそのひとつである。どちらが先かで雄性先熟または雌性先熟とよばれる。
また、花粉はそのままでは移動できないため、受粉を行うためには何らかの媒介が必要となる。おもに媒介者となるのは風と動物であり、風が媒介するものは風媒花と呼ばれる。動物が媒介するものはその媒介者によって虫媒花・鳥媒花・コウモリ媒花などに分かれる。動物媒の中では特に虫による媒介が多い。最も古い媒介方式は風媒であるが、のちにより確実性の高まる動物媒が発展した。しかしながら冷帯地域においては単一樹種による樹林が多いことや媒介者となる動物の不足から、再び風媒に戻るものが多く、かなりの樹木が風媒花となっている。逆に媒介動物の多い熱帯地域においては動物媒が圧倒的で、熱帯樹木の95%を占める。風媒と違い、虫や鳥など動物に受粉を媒介させる場合、花に動物を引き寄せる必要があるため、多くの花は蜜腺から蜜を分泌し、動物に花を訪れるようにさせる。こうした蜜食動物にとって花の蜜は重要な食料であるが、他に花粉そのものを食糧とする昆虫も多く存在する。また、ナツメヤシなどの一部作物においては、人間の手で花に花粉を塗りつける人工授粉が行われているが、これは人間も花粉媒介者となっていることを示している。
希少な例としては、地中で開花・結実するものもあり、ヤシ科の Pinanga subterranea 、ラン科のリザンテラ属が発見されているが、受粉の様式は不明である。ミゾソバは匍匐茎に閉鎖花を付けることが知られている。

### 花を美しいと感じる理由
花は人目を引く魅力がある。一般的な概念の花は、それ以外の部分が緑などの地味な中にあって、それとは対照的に鮮やかな色合いの花弁などを並べてよく目立つようになっている。これは、そもそも花の存在が、他者の目を引くことを目的としているからである。ただし、本来はヒトの目ではなく、昆虫や鳥などの目を引くためのものである。顕著な例としてミツバチの可視領域は紫外線を含み、ミツバチの目で花を見ると蜜のある中央部が白く反射する花がある事などが知られる。これは、植物が固着性の生活様式を持つため、繁殖時の生殖細胞、具体的には花粉の輸送に他者の力を借りなければならないためである。被子植物の多くがその対象を昆虫や鳥などの小動物とし、彼らを誘うために美しい花びらで飾られた花の構造が発達した。また同じ目的で、虫媒花の多くは強い香りを持つ。その香りは媒介者の好みの香りであるため、人間にとって素晴らしい香りとは限らない。また鳥は嗅覚が弱いため、鳥媒花の多くは強い香りを持たない。
他方、無生物によって花粉を運搬する植物の花は目立つ必要がないため、花の色は地味なもので香りも弱い。現生の裸子植物は一部の例外を除くほとんど全てが風媒なので、花弁などを持たない。被子植物でもイグサ科やイネ科などは虫媒花から進化して二次的に風媒となったもので、イグサ科では花弁はあるが極めて地味になっており、イネ科では花弁は完全に退化し、開花時にも全く目立たない。

### 花の色

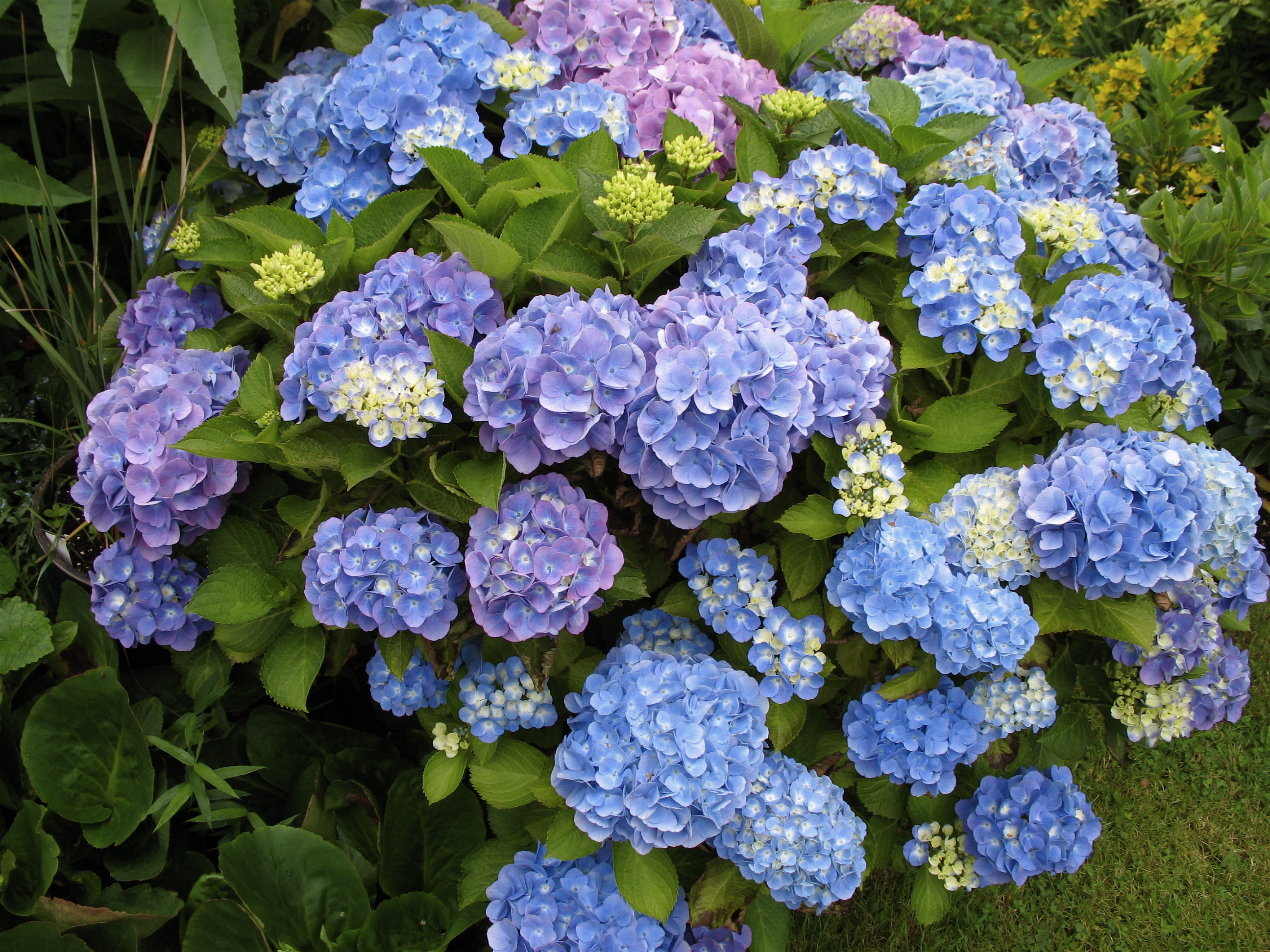
土の成分によって様々な色を出すアジサイ

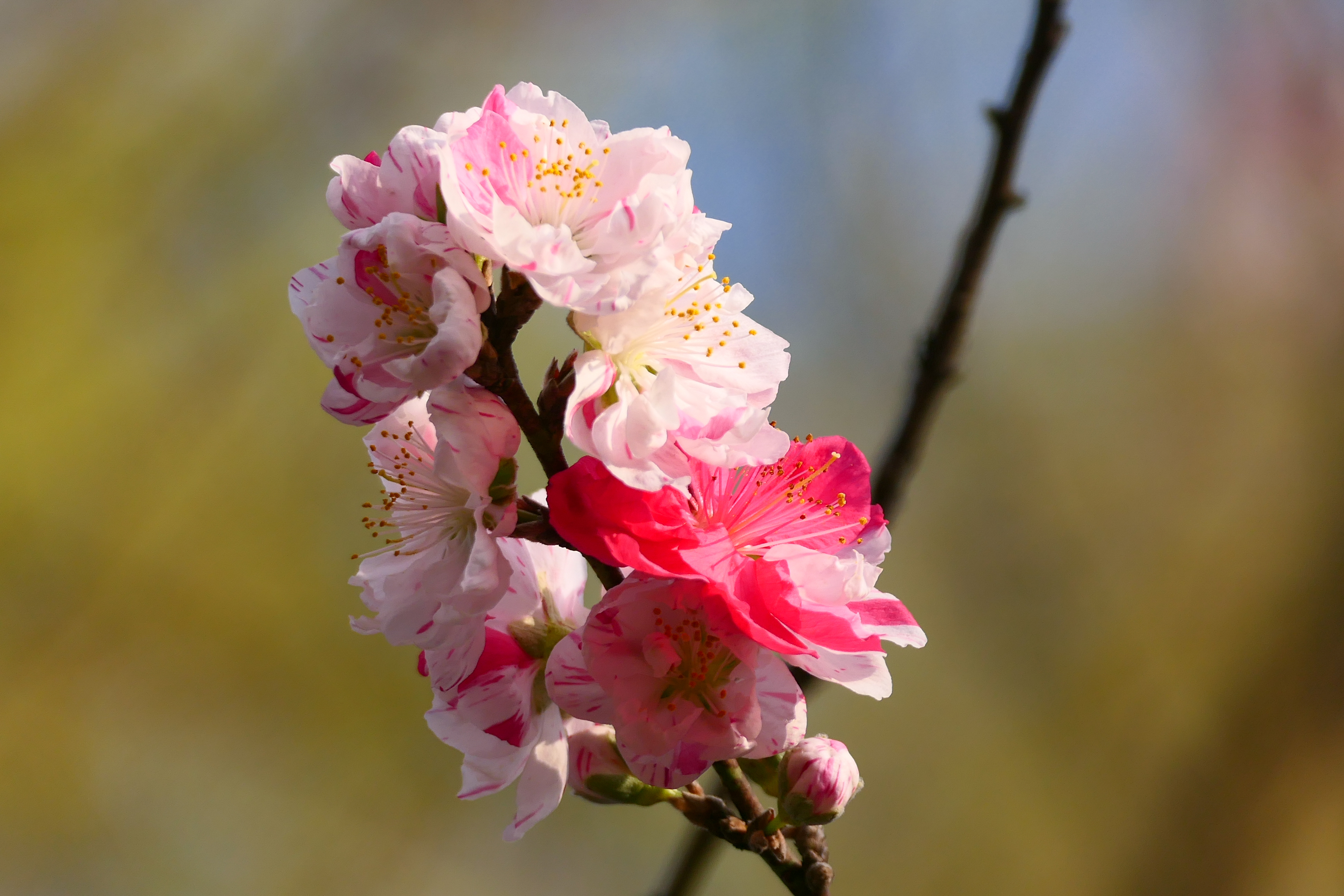
花色変異（源平咲き）をしているハナモモの花（群馬県みどり市）

花を発色させる色素は、開花時に細胞内部で酵素を用いた化学反応が起こり生成される。元来花の色は送粉者を惹きつけるために着けるもので、蕾の時には必要が無い。主な色素はフラボノイド・カロテノイド・ベタレイン・クロロフィルのグループであり、総数は数千にもなる。さらに水素イオン指数(pH)や存在するイオンの影響で色が変化する事もあり、多様な色で知られるアジサイの場合はアルミニウムイオン濃度で左右される。
色素が無い花びらは白く見える。花びらの材質は本来透明だが、中に気泡があるために白く見える。花びらが色素を持たないメカニズムには、作られた色素が別の酵素で破壊される場合と、色素を作る酵素の機能が阻害された場合がある。前者の例は白いキクで、花にはカロテノイドを分解する酵素が存在し、作られた色素が壊される。後者にはアサガオがあり、フラボノイドの一種アントシアニンを作る酵素のDNA内にトランスポゾンがあり色素生成を阻害する。このトランスポゾンが開花中にDNA上の別な場所に移動すると酵素は色素を作れるようになる。これによって一つの花の中に色素がある細胞と無い細胞が混在し、アサガオの模様が作られる。トランスポゾンの動き方は一定ではなく、それぞれの頻度やタイミングによって花の模様が異なってくる。トランスポゾンを含むアサガオは江戸時代に偶然発見され、品種改良を経て広まった。
人工的に花の色を変える試みには、品種改良や遺伝子組み換え技術またはDNAを変質させる突然変異の利用などがある。品種改良では、色素を作る酵素が無かったり色素を破壊する酵素が存在するため、例えば青いバラや黄色いアサガオなどは作れない。他の花から色素をつくる酵素のDNAを組み入れる試みでは、青いバラが生産された例もあるが、pHなど他の条件が異なるため元の花と同じ発色は難しい。

### 用語

#### 花の構成要素に関して

花の構成要素

柱頭
花柱
子房
外珠皮
内珠皮
胚嚢
葯
花糸
花冠
萼
花床
花柄
雄蕊
雌蕊
花被
距（）花冠の基部が後ろに飛び出たもの。スミレ、ツタバウンランなど。
副花冠花冠と雄蕊の間にある花冠に似たもの。副冠ともいう。スイセンなど。

#### 雌雄に関して
両性花一つの花に雌蕊、雄蕊が両方あるもの。
単性花一つの花に雌蕊、雄蕊の一方しかないもの。雌蕊だけの花を雌花、雄蕊だけの花を雄花という。
中性花おしべとめしべが退化した不稔性の花。アジサイやキク科など。それでは役に立たないので、普通は完全な形の花との組み合わせで見られる。たとえばアジサイでは装飾花が中性花になっている。

#### 花の形態に関して
完全花萼、花弁、雌蕊、雄蕊が全部揃っている花。両性花の意味で使うこともある。
不完全花萼、花弁、雌蕊、雄蕊 のひとつ以上が欠けている花。単性花の意味で使うこともある。
無花被花花被の無い花。裸花ともいう。ヤナギ、ドクダミなど。
単花被花萼はあるが花冠の無い花。萼が花冠に見えるものが多い。シュウメイギクなど。なお、「萼は無いが花冠はある」ということは考えない。萼と雌蕊または雄蕊の間にあるものを花冠と考えるのが正しい。このため「萼は無いが花冠はある」と見える花があれば、「花冠のように見えるのが萼で、花冠は存在しない。」ということになる。（花の基部の緑のところが萼で、その内側のカラフルな部分を花冠と考えてはならない。）
両花被花萼と花冠のある花。多くの花がこれにあたる。
合弁花花弁同士が全部または一部くっついている花。アサガオ、ツツジなど。
離弁花花弁同士がくっついていない花。バラ、ナタネなど。
同花被花萼と花冠の区別がつきにくい花。チューリップなど。普通のチューリップの花の基部を観察すると、萼片に相当する外花被片3枚、花弁に相当する内花被片3枚とわかる。しかし、多くの人は花弁6枚と考える。
閉鎖花花冠が開かずに終わる花。例えばホトケノザの花はその一部が閉鎖花。
開放花花冠が開く花。ほとんどの花がそうである。
異形花同一の種で複数の花の形があることをいう。例えば、雄花、雌花のある植物などが典型例である。花の形の個数により二形花、三形花などということがある。
装飾花花弁などだけが大きく発達した花のことで、小さい両性花を囲むように存在し、昆虫の誘引のためと言われている。アジサイなど。
八重咲き一種の奇形である。雄蘂や雌しべが花弁化し、花弁がよけいに重なっている花形。
唇形花花弁が上下に分かれて発達した花。下側の受ける花弁を唇弁という。
蝶花マメ科の花。

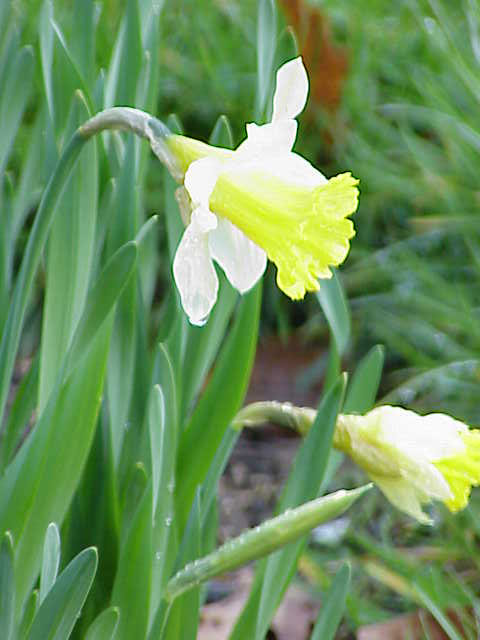
黄色い部分が副花冠（スイセン属の一種）
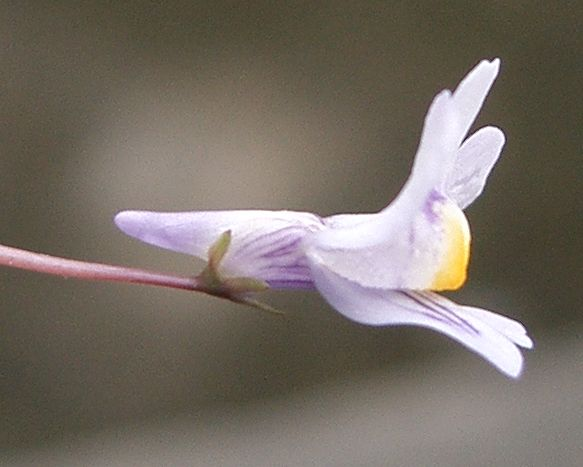
花冠の基部より後ろ（写真で左）に飛び出たものが距（ツタバウンラン）
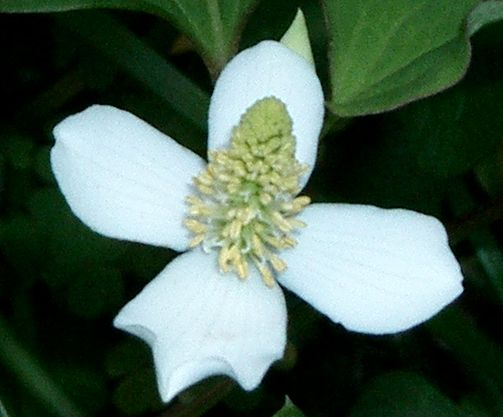
黄色い部分全体が花穂で、個々の黄色い部分が無花被花。白いものは総苞（ドクダミ）
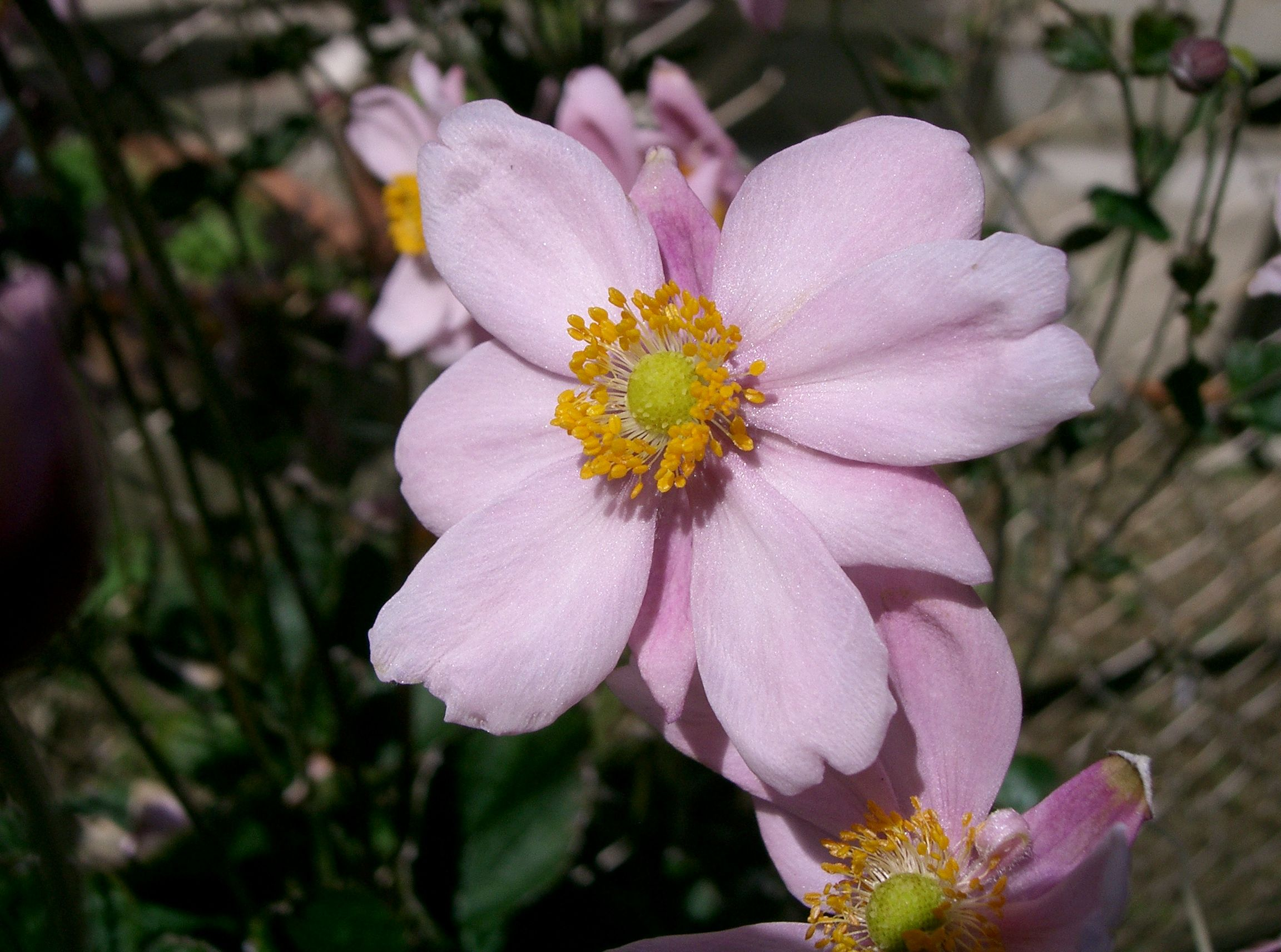
単花被花。一見すると花弁であるが裏を見ると萼とわかる（シュウメイギク）
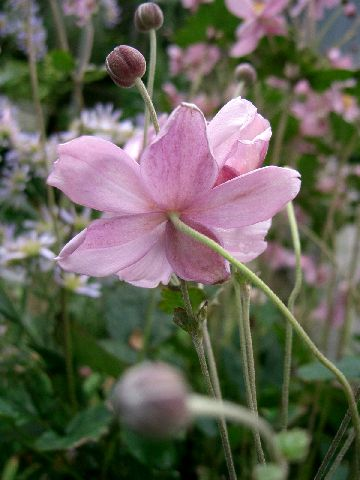
シュウメイギクの花の裏側
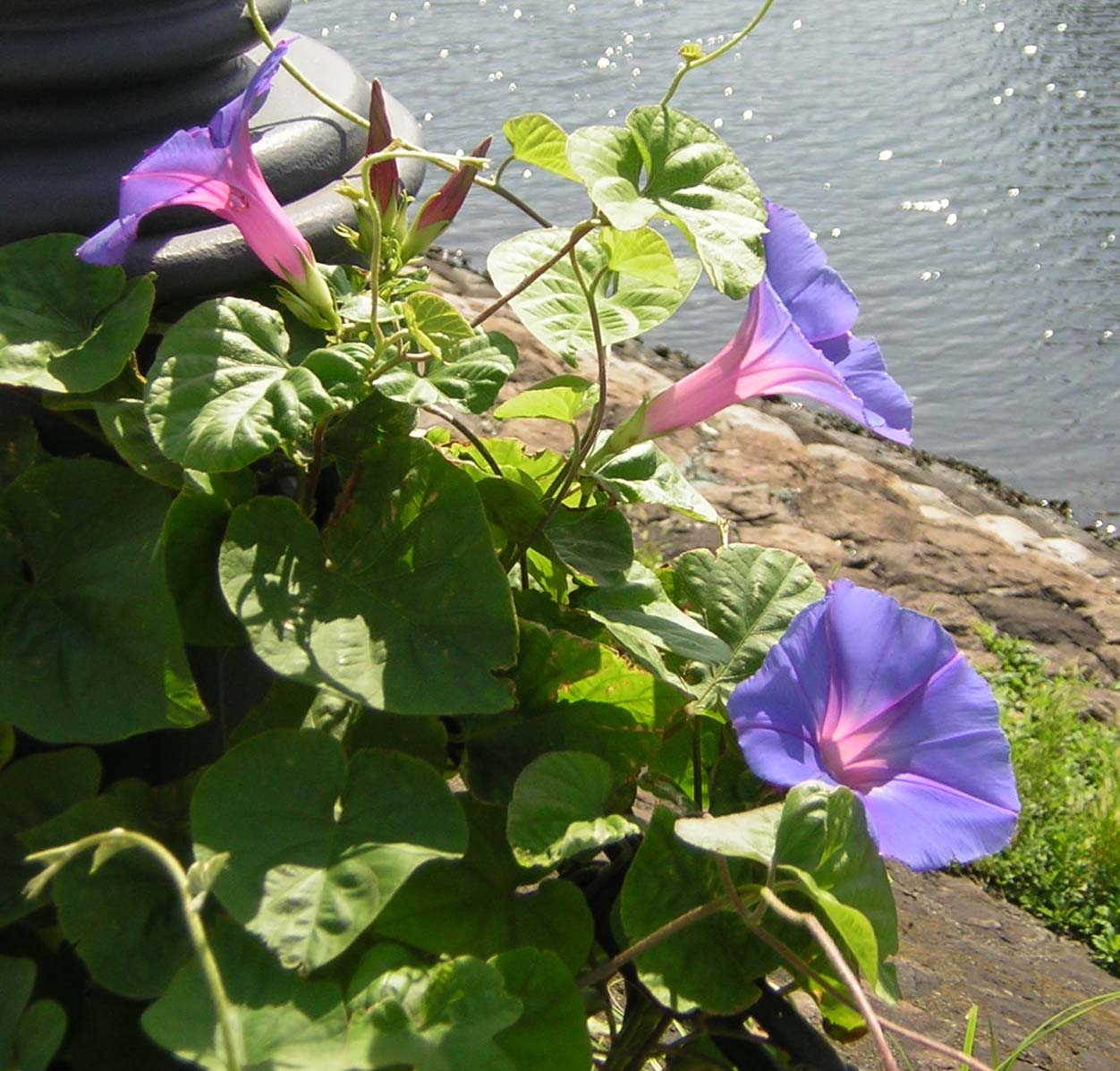
合弁花（アサガオ）
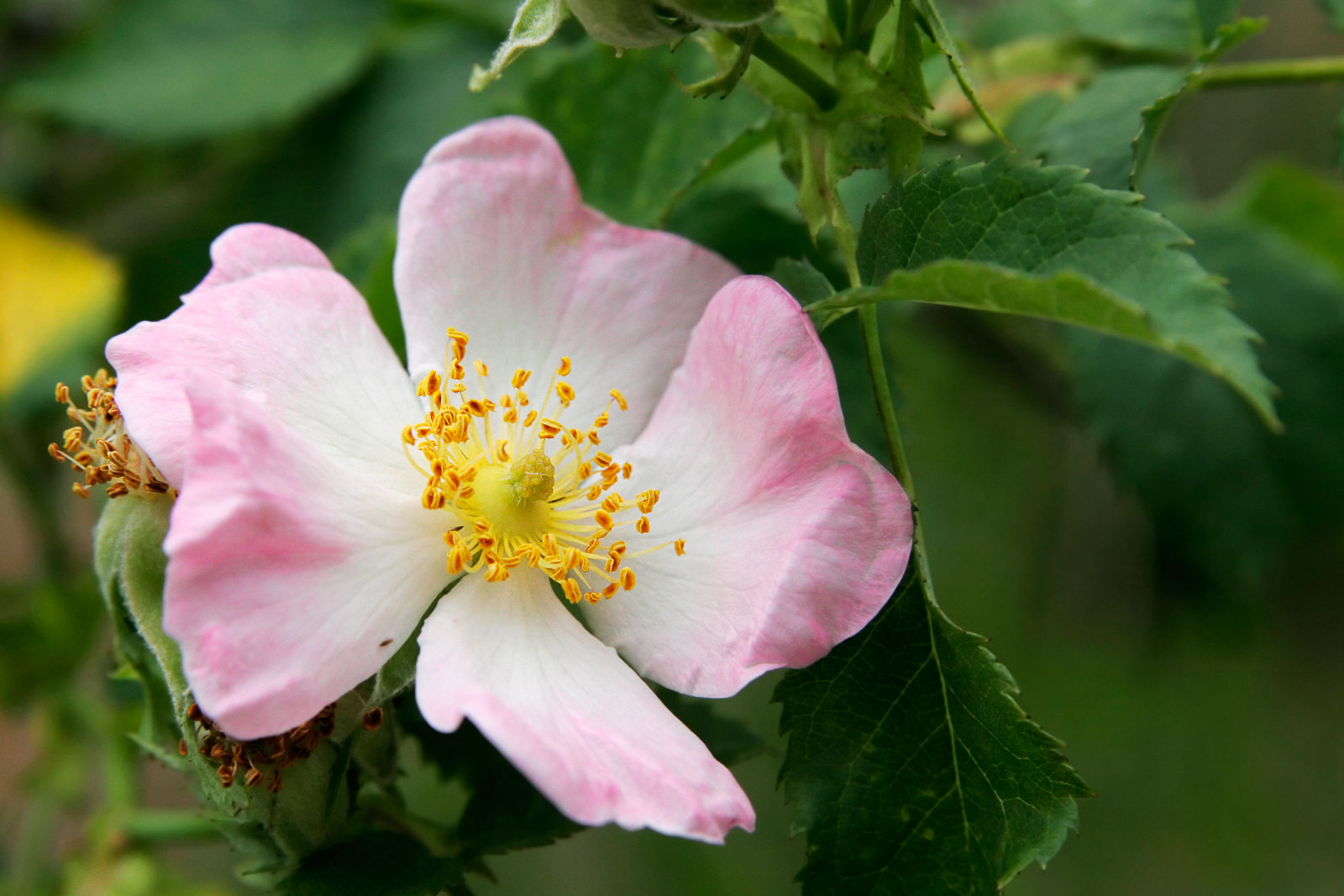
離弁花（バラ属の一種）
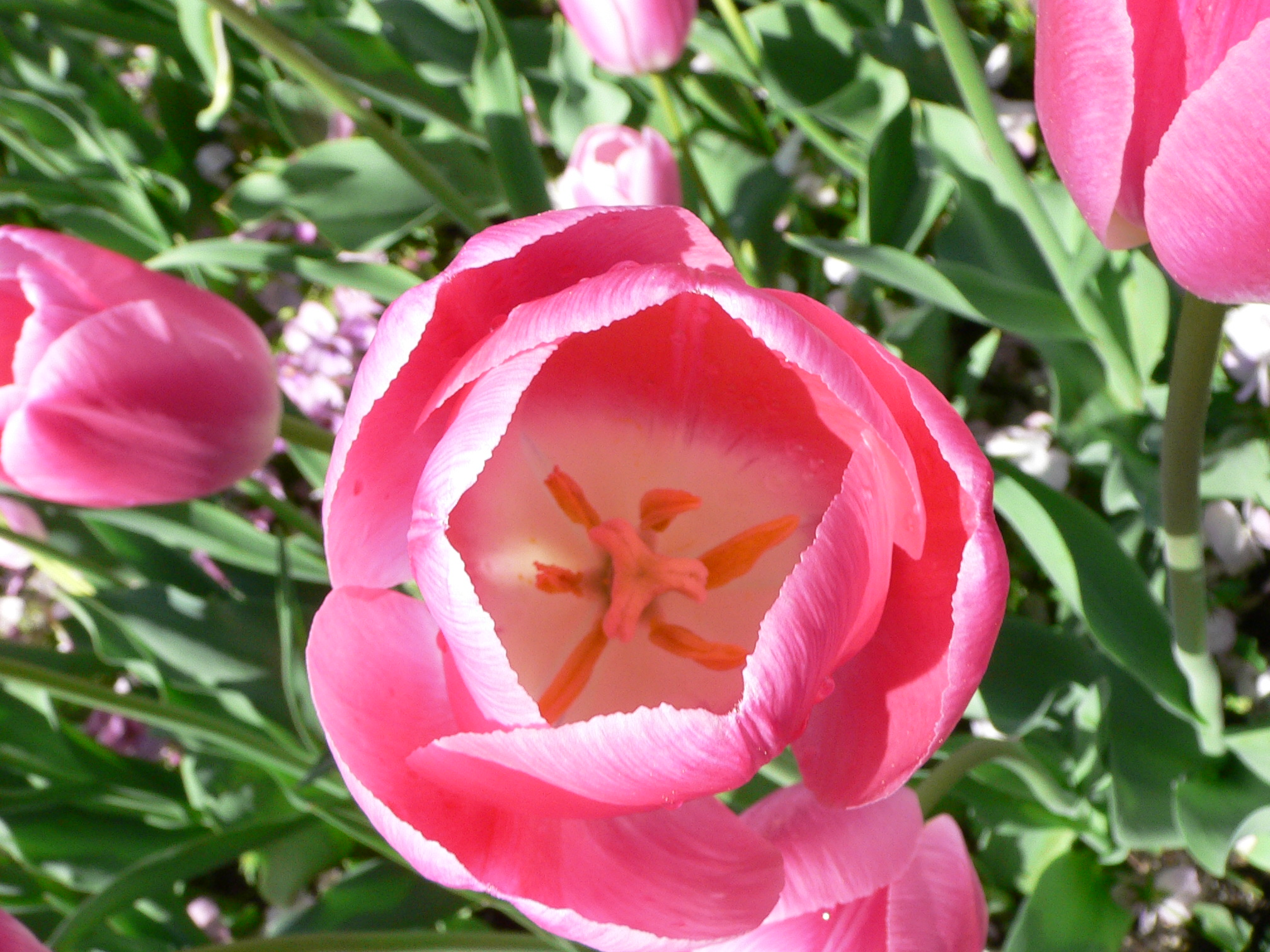
よく見ると花被片3枚、内花被片3枚の同花被花（チューリップの一種）。
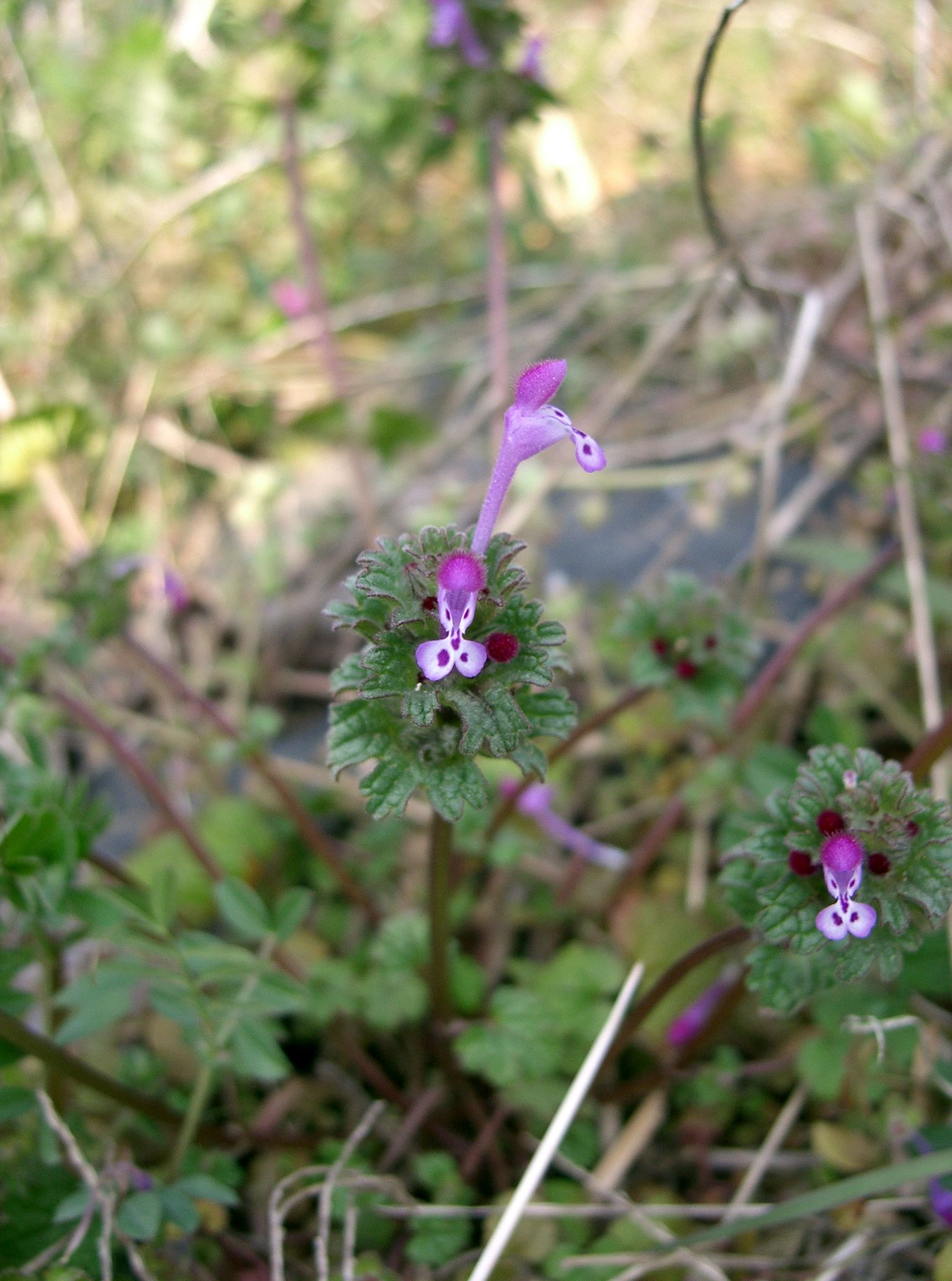
手前のツボミのようなものが閉鎖花（ホトケノザ）

## 利用

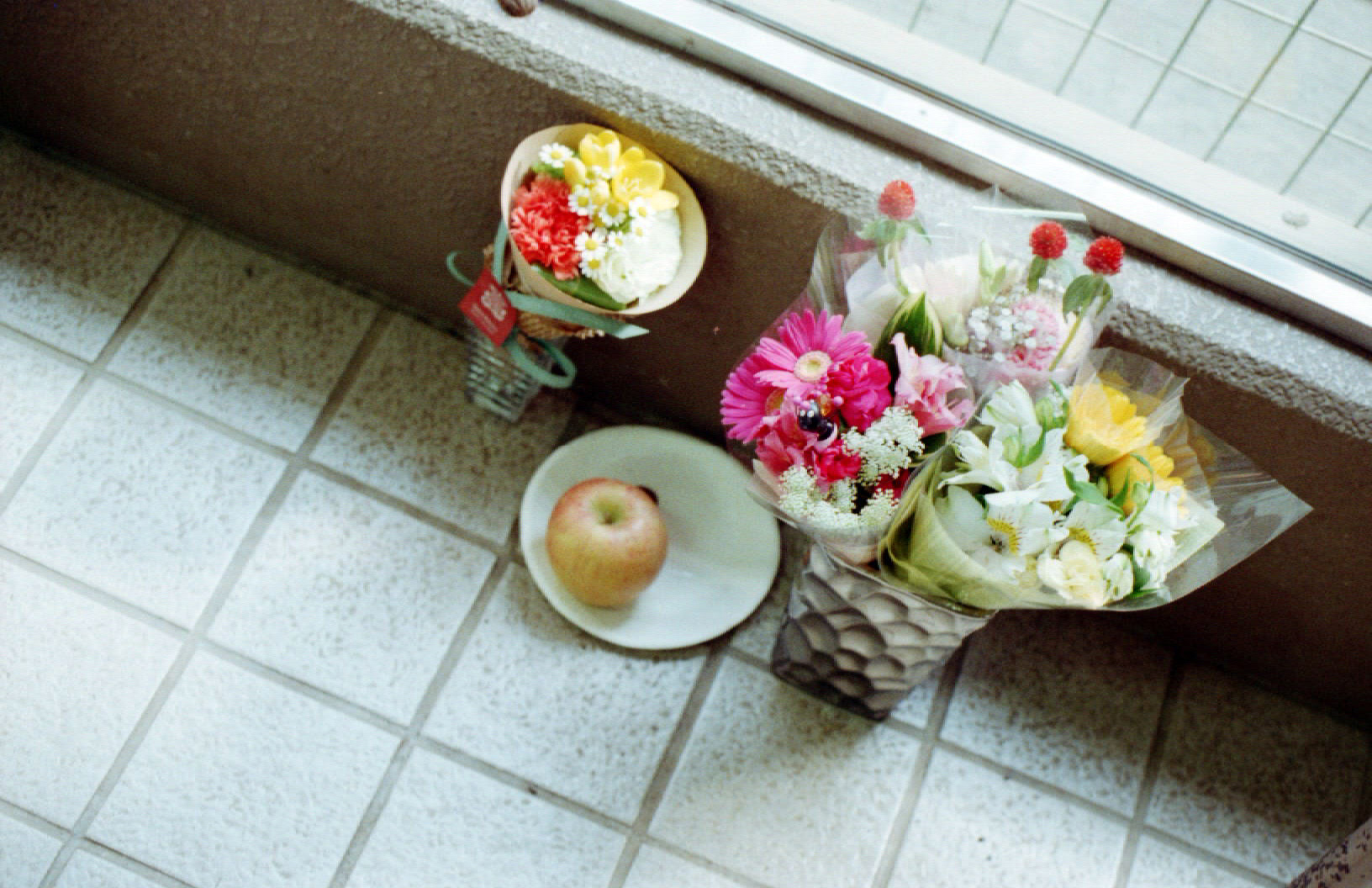
献花（札幌市円山動物園・カンガルー、2011年）

花は魅力的な姿をしているため、それを鑑賞することは世界中で古くからおこなわれており、そこからさまざまな利用法が生じてきた。

### 儀礼と装飾
花を摘み集めて装飾とする風習は世界中に広く見られる。ポリネシアなどでは、花を髪にさして髪飾りとすることも広く行われている。茎から切り取った花を切り花といい、これを花を方向をそろえて束ねたものを花束（ブーケ）、組み合わせて輪にしたものを花輪という。こうした花は結婚式や葬儀 といった冠婚葬祭における装飾に広く用いられ、キリスト教系の献花や仏教における仏花など、死者を弔うための供え物にも用いられる。
また花は、贈答品としても一般的なものである。花を贈答品とする場合、見かけの美しさ以外に、その香りを重視する場合もある。ヨーロッパやアメリカではバレンタインデーの贈り物には花、とくにバラが多く用いられ、また母の日にはカーネーションが主に贈られるなど、花を贈ることが一般的な祭日も存在する。
花は装飾に多用され、日本の華道、いわゆる生け花もこの方向で高度に発達したものである。また生け花だけでなく、花を乾燥させたドライフラワーも装飾に使用される。

### 庭園と観光

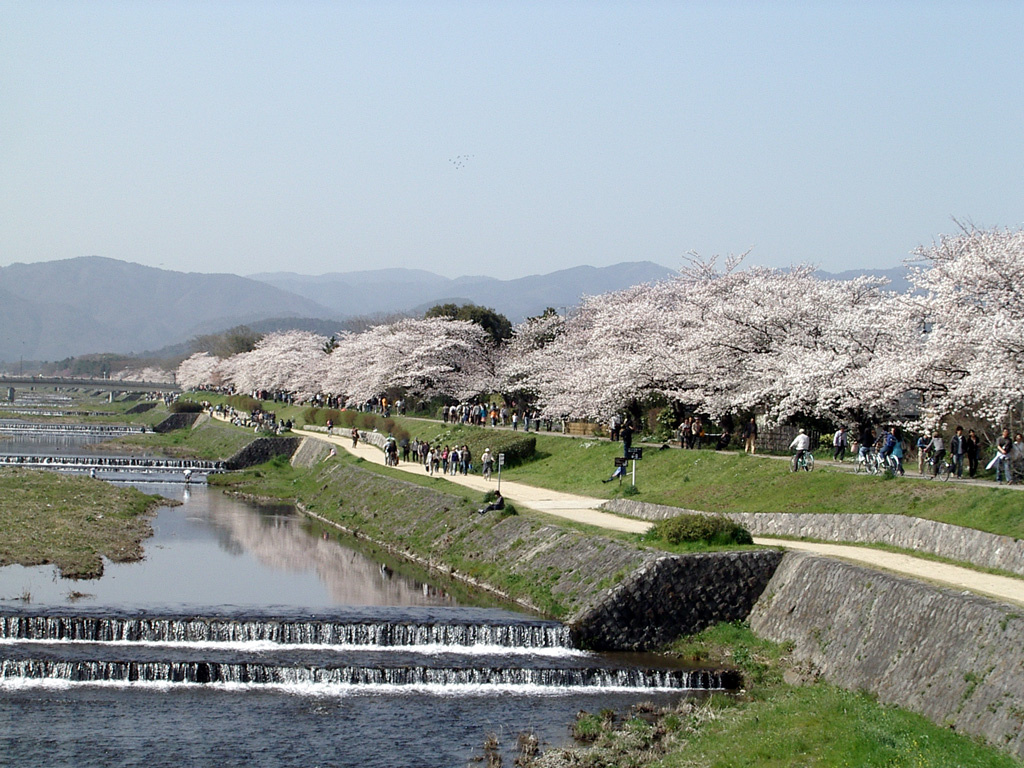
京都・賀茂川の桜。花見は日本の春の風物詩である

花を育てて楽しむことも古くからおこなわれた。庭園を飾るために花を育てる例は広く見られる。花を中心とする庭を花園、花畑などといい、擁壁や煉瓦などで囲まれたスペースに花を植栽したものを花壇と呼ぶ。観賞用の植物の栽培を園芸と言うが、特に草の花を目的とする栽培を花卉園芸という。長い歴史の中で、多くの観賞用の花が選別栽培され、後には人工交配などによる品種改良も行われた。
花はしばしば広い地域に植栽され、地域住民に長く親しまれているところも多い。オランダのキューケンホフ公園など、世界各所に花の名所は存在し、近隣のみならず世界中から観光客が訪れるところもある。こうした名所は必ずしも花園や植栽されたものだけではなく、たとえば南アフリカ北西部のナマクワランドのように、一面の荒野が短い雨季の到来とともに地平線まで野生の花で埋め尽くされるところも存在する。日本では桜が国土の広い地域に植栽され、春には花見を楽しむために多くの観光客が訪れるが、そのほかにもスイセンや梅、シバザクラ、フジ、チューリップ、アジサイ、ラベンダー、コスモス、キクなど様々な花の名所が存在し、観光客を集めている。
こうした庭園造りは公共の場だけではなく、個人宅に庭や花壇などを作ってさまざまな花を育てるガーデニングも楽しまれている。

### 料理

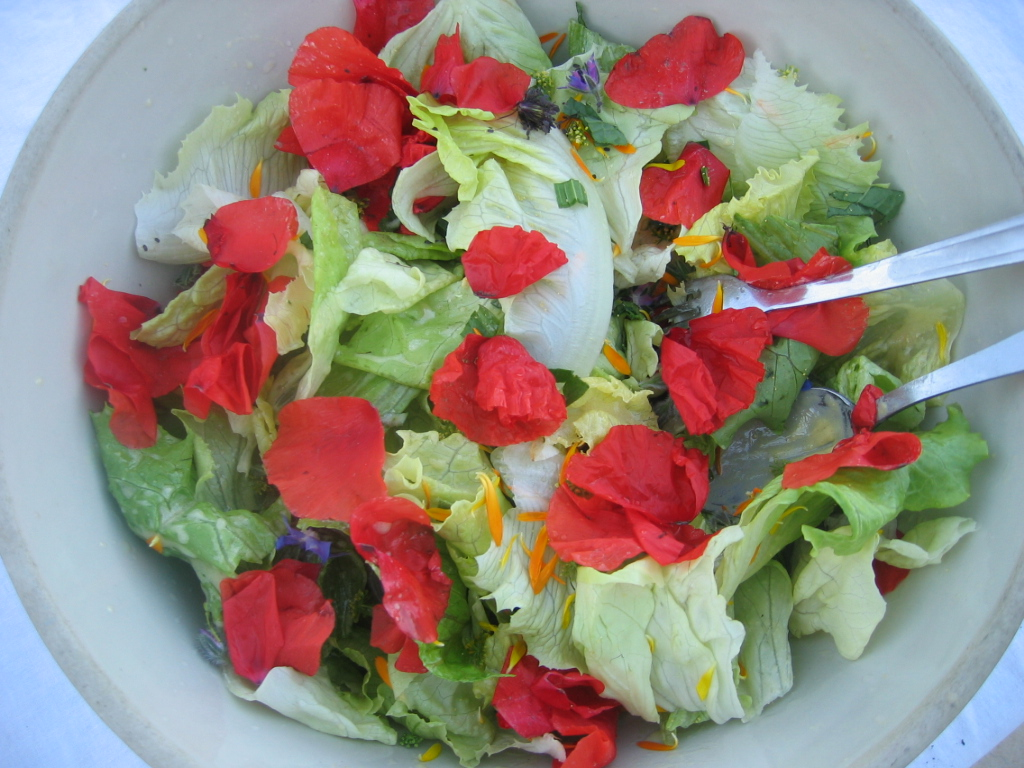
花びらをあしらったサラダ

花を食用とすることは、洋の東西を問わず古くからおこなわれてきた。花を食用とする場合はほとんどは野菜に分類され、花菜と通称される。日本では食用花としては、キク、ナノハナ、シュンラン、フキノトウなどが用いられてきた。一方、欧米のエディブル・フラワーとしてナスタチウム、コーンフラワー、バラ、パンジー、キンセンカ、キンギョソウなどが挙げられる。上記の食用花は食味と同様に見た目の美しさや飾りとしての役割も重視されるが、一方でブロッコリーやカリフラワー、ミョウガ、アーティチョークのように飾りにはあまり使用されず、食味を重視して食用とされる花も存在する。生花だけでなく、スミレやパンジーのように砂糖漬けにしたり、桜の花のように塩漬けにしてから 飾りとされる場合もある。
直接的な食用のほか、虫媒花が虫をおびき寄せるために分泌する花の蜜はミツバチによって採集され、巣の中で蜂蜜へと変化する。蜂蜜は人類最古の甘味料とも呼ばれ、現代においても甘味料として重要な地位を占めている。ミツバチは同一の蜜源植物から蜜を採取する傾向が強いため、そのミツバチの群れが採取する花の種類によってさまざまな味や香りの蜂蜜ができる。さまざまな蜜源植物からまんべんなく蜜を集めることもまれにあり、この場合は百花蜜と呼ばれる。代表的な蜜源植物としては、日本ではレンゲソウやアカシアなどが挙げられる。

### その他
バラやラベンダー、ジャスミンなど魅力的な香りを放つ花から精油などで香り成分を取り出し、そのまま利用したり香水の原料とすることも行われている。一方、スギやヒノキ、イネ科植物やブタクサ、シラカバなどが飛ばす花粉は、一部の人間に花粉症と呼ばれるアレルギー症状を引き起こす。こうした花粉症は主に風媒花の花粉によるものであるが、虫媒花や鳥媒花でも一部の花では花粉症が引き起こされる場合がある。

## 花卉産業

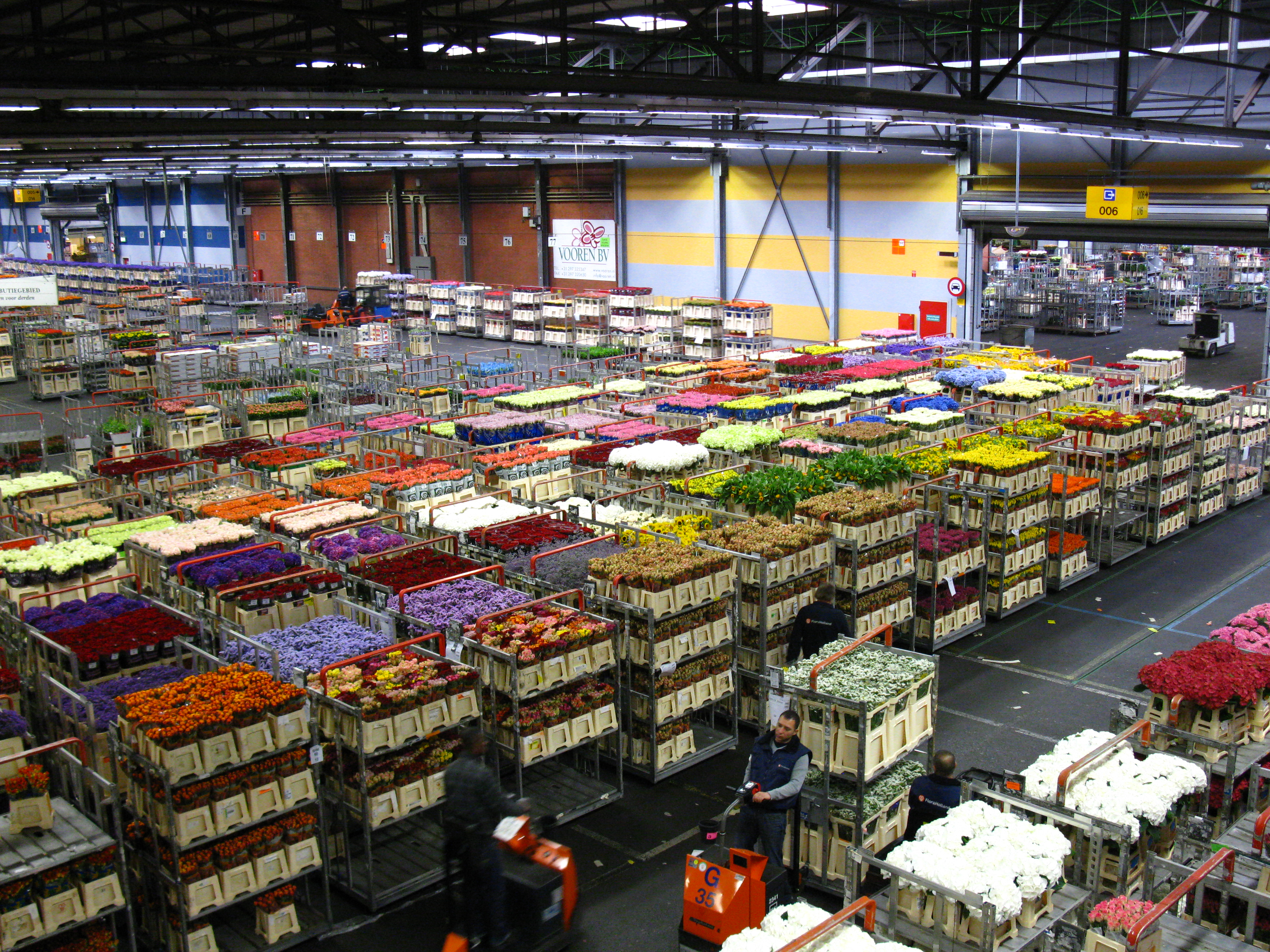
世界最大の花市場であるオランダのアールスメール花市場

上記のような広範な用途が存在し旺盛な需要が期待できるため、現在では、花を生産することが産業として成立している。切り花はかつては大消費地の近くで生産されており、ヨーロッパはオランダ、アメリカや日本は国内で主に生産が行われていた。しかし切り花は商品価値が高く比較的重量も軽いため、1980年代以降大消費地から離れた土地で生産し消費地まで空輸することが盛んになってきている。ヨーロッパ向けの輸出を主とするケニア やエチオピア、アメリカ向けの輸出を柱とするコロンビアやエクアドルなどはこの切り花産業が急成長しており、重要な産業のひとつに成長しつつある。この国際化によって従来の切り花産地は衰退し、特にアメリカ国内の生産は激減した。オランダの切り花生産も2007年以降大打撃を受けた ものの、世界最大の花卉園芸市場であるアールスメール花市場などでの花の取引はいまだ非常に盛んであり、世界の花卉市場の中心となっている。ただし鉢植えに関しては土を必要とするため、重量と検疫の関係で貿易がほとんど行われておらず、いまだ大消費国内での生産が主流である。なお、花卉園芸で実際に扱う対象は花に限らず、いわゆる枝もの、実ものも含む。
こうして生産された花は、小売業者に直接販売されることもあるが、日本では80%近く(2012年）は卸売りの生花市場を通して小売業者（花屋）へと届き、一般消費者に販売される。花の流通は卸売り経由が大半を占めることが特徴で、卸の割合が急激に減少している青果や水産物とは大きく異なっている。
品種改良がおこなわれる場合、それを支える市場の要求が高い場合がある。ヨーロッパにおいても、日本においても、花の栽培の歴史の中では何度か特定の花のブームがあり、新品種が考えられないような高値で取引されたことがある。ヨーロッパではチューリップが17世紀にオランダで大ブームを起こし、このチューリップ・バブルではひどいときは球根一個が豪邸より高かったと伝えられる。
花の消費に関しては、日本では1970年代には、葬式や結婚式、店内装飾などに使用される業務用、生け花などに使用される稽古用、そして仏花や贈答、個人消費などに使われる家庭用の3用途がほぼ等量となっていた。その後、稽古用の消費割合が減少する一方で経済の成長に伴って業務用や贈答用の需要が急拡大し、1990年代前半にはピークに達した。しかしその後は不況によって業務用消費が急減し、花の消費量は減少傾向に向かった。家庭用消費も減少したものの他の用途に比べ減少が緩やかだったため比率は拡大し、2007年には消費の6割が家庭用となった。

## 文化

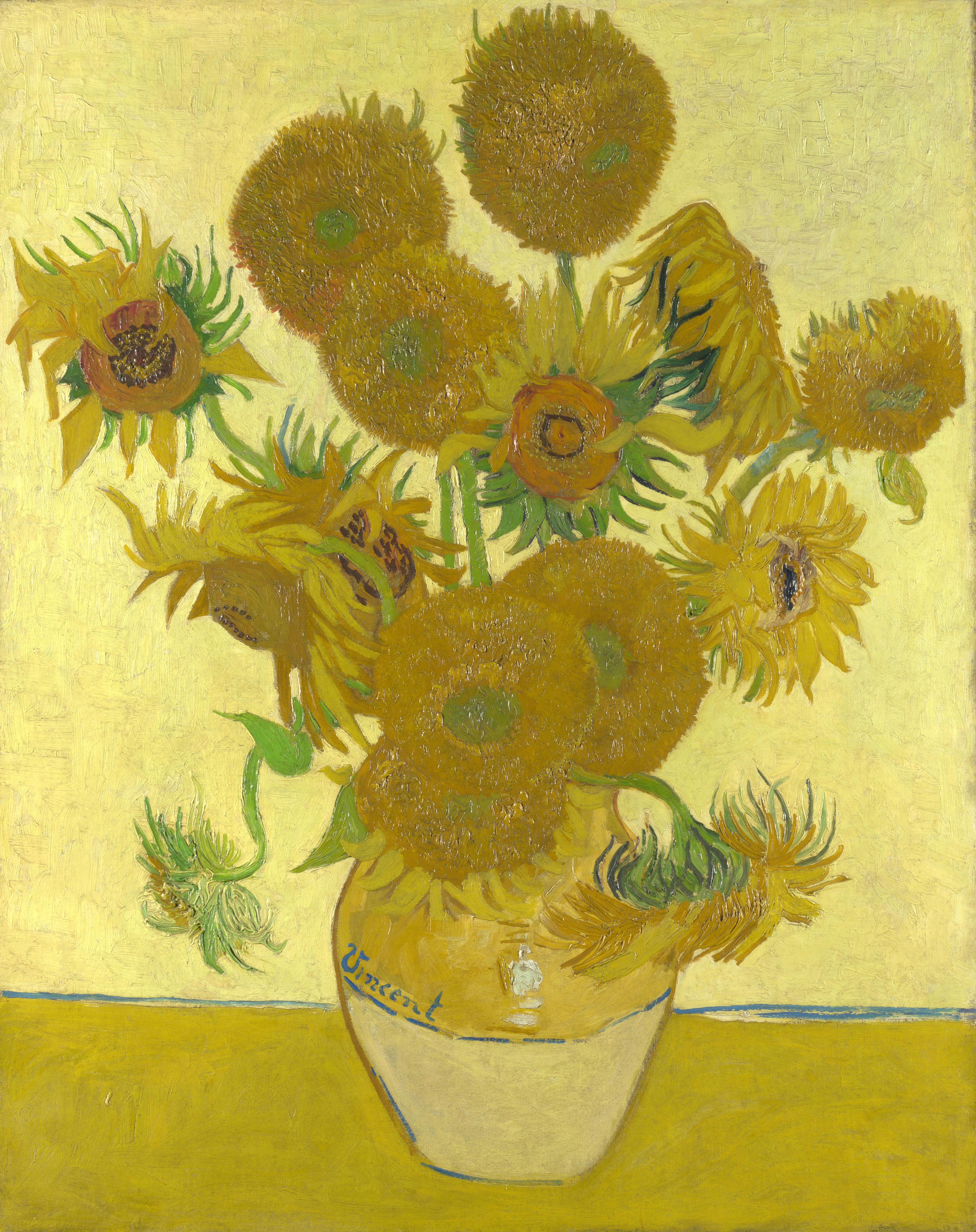
ゴッホの「ひまわり」

言語的文化としては、漢字文化圏では「華」と書き日本語には「華やか」「社交界の花」「華がある」などは肯定的表現として用いられている。「きれいな薔薇にはとげがある（Every rose has its thorn.There's no rose without a thorn.）」＝美人に裏がある、といった外国の慣用句も単純な肯定ではないが、ヒトの感性において美しいと認識する人間を花に例えている。強い色彩を持つ観賞用の火薬の爆発に「花火」という字を当てるのは漢字文化圏に共通である（ただし、中国語では「烟火」が主）。自然現象によるものとしては、「雪の花」は形状が花に似ていることに由来する名である。温泉の成分が集まることで発生する「湯の花」や、美しい結晶を薔薇の花に譬えた "desert rose （砂漠の薔薇）" など、「花」を美的な存在の代名詞として扱う向きは日本でも外国でも見られる。
日本人特有の価値観では少し違った意味合いを付けられることもあり、もののあはれなどといった無常観や四季の変化のもとでその儚さが愛でられてきた。それは戦死を意味する「散華」など死にも近似するが、生命力と矛盾するわけでもない。短い命であるからこそ、束の間の栄華・華やかさが美しく感じられるということである。これは平家（伊勢平氏）の栄華とその後の没落を描いた古典文学『平家物語』などにも見てとることができる。「少しずつ咲いていって全体では長い間を咲き続ける、梅の花」から「いっせいに咲いてすぐに散ってゆく、桜の花」へと「日本人が最も好む花」および「花の代名詞」が移ろったことは、民族特有の美意識の確立を物語る事象の一つにも位置付けられる。「様々な花の色」あるいは「色とりどりに咲く花の様子」を日本語では千紫万紅（千紫萬紅、せんしばんこう）と言う。
日本では、奈良時代から平安時代初期までは中国文化の影響を強く受けて梅の花が、平安時代初期以降は桜の花が最も盛んに愛でられる花であり、日本で花見と言えば一般的にはこれらの花を観賞することを意味する。

### 芸術
花はその美しさから、様々な芸術のモチーフとなってきた。すでに古代エジプトの絵画にもスイレンがえがかれており、17世紀のオランダ黄金時代の絵画では静物画の題材として花は非常に好まれていた。その後も花が絵画の題材として好まれることには変わりがなく、ゴッホのひまわりなどのような名画も生み出された。詩にも古くから謳われ、洋の東西を問わず数々の大詩人が花を詠んだ詩を作っている。

### 信仰と象徴

十六八重表菊。皇室の紋章であり、日本の事実上の国章となっている

石器時代の遺跡からは、葬儀に花を副葬品にするという文化が発見されている。
また、花は古来よりアニミズムの対象となっている。万葉集では頭に花を飾り、花の持つ霊力を我が身のものとする挿頭花（かざし）の風習が歌われている。また、平安時代には現在今宮神社で行われるやすらい祭のように、花の霊が及ぼす災いを鎮める鎮花祭が盛んに行われた。
世界の多くの国において、その国の国民に最も愛好される花を国花として当該国の象徴とすることが行われている。正式な国花を制定していない国も多いが、日本のサクラやキクのように非公式に国花とみなされている花の存在する国もある。また国章に花の絵柄を用いている国も多く、日本も正式な国章ではないものの、皇室の菊花紋章（十六八重表菊）が事実上の国章として扱われ、パスポートにもデザインは少し変わっているもののこの紋章があしらわれている。また、日本政府は桐紋を用いている。

### その他
世界各地、古今東西の遺跡や壁画においても、花の絵柄は普遍的に見かけられるもののひとつである。文様としても花は多く用いられ、日本の家紋にも花をモチーフとしたものは多数存在する。このほか、硬貨のデザインや切手などにも花の絵柄は多用される。
花の種類によってそれぞれに意味を持たせることもよくおこなわれ、日本では葬式にキクの花が用いられるというような定番がある。また、それをもっと推し進めてそれぞれの花にいくつかの意味を与える花言葉も、19世紀ヨーロッパで盛んになり広まった。

## 花の庭と花畑

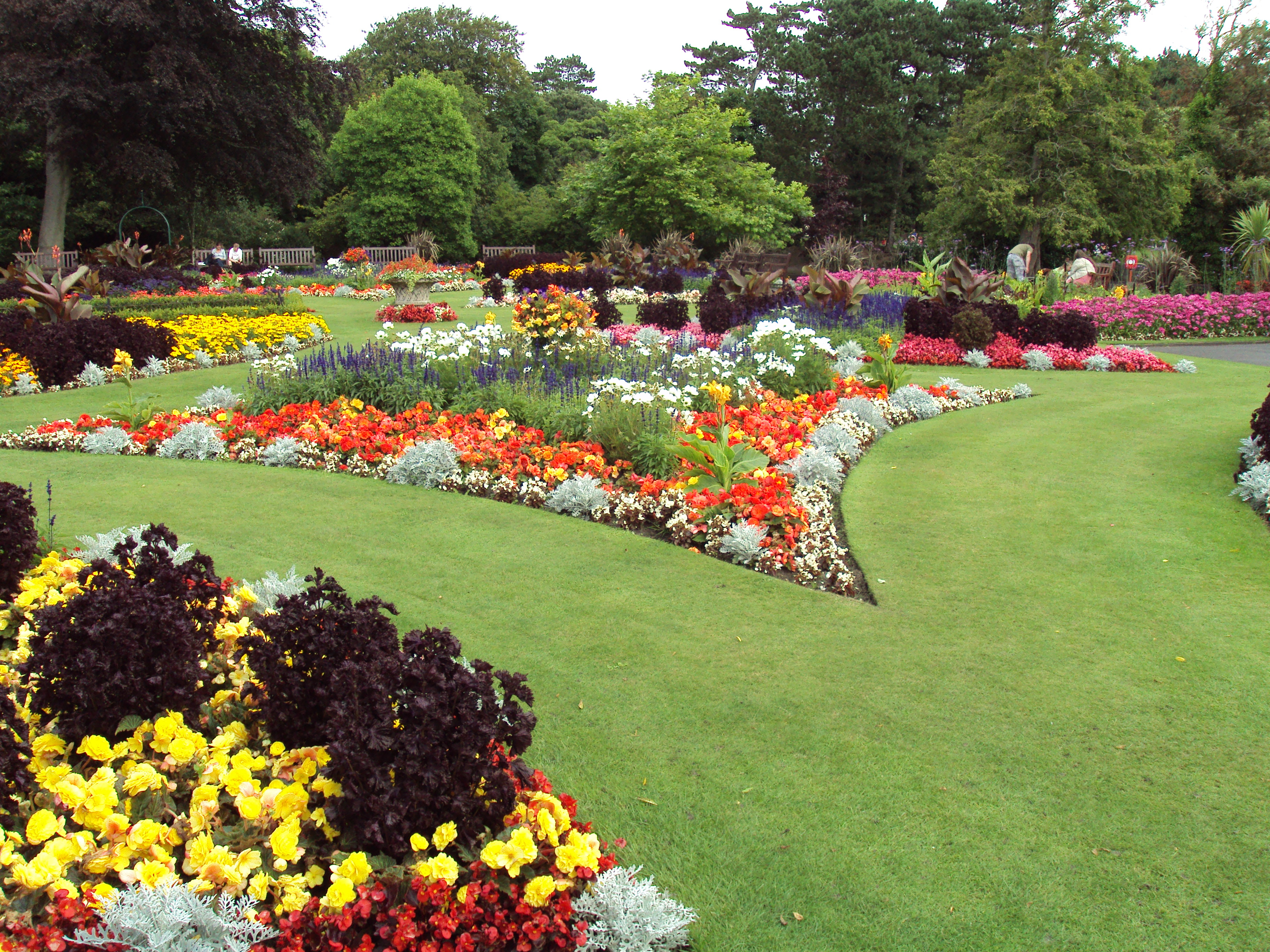
イギリス、マージーサイド州、サウスポート、チャーチタウン植物園のフラワーガーデン

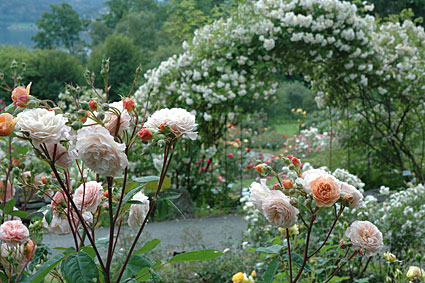
ノルウェー・ベルゲンにある樹木園内のフラワーガーデン

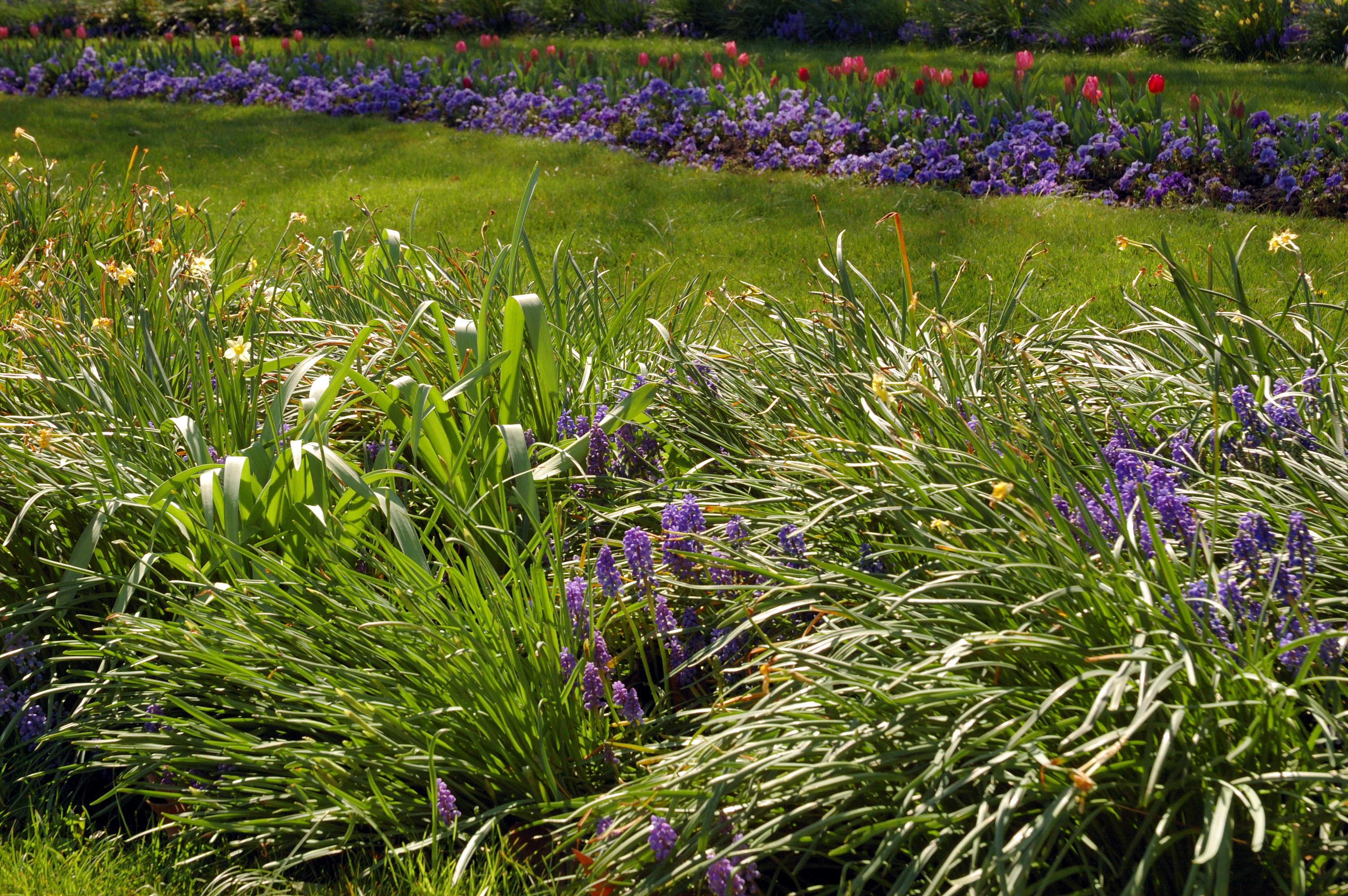
フラワーガーデンは高さ、色、質感、香りの異なる植物を組み合わせ、面白さを演出し五感を楽しませる

花の庭、花畑は花を咲かせる植物を花壇や花圃などを利用して栽培さらには展示し、訪問者をもてなす庭園またはその一部・一角である。
ほかフラワーガーデン（flower garden）
またはフローラルガーデン（floral garden）などと呼ばれる。
花畑は実際の育苗園・ナーサリーを指すものはもとより、菜の花が咲き誇る菜の花畑やコスモスの花畑、北海道ガーデン街道にも含まれるラベンダー畑など、場所に一面咲いているもしくは咲かせている花の群生も花畑と呼称される。少なくとも日本語の花畑の場合自生や天然の植物群落か人為の花卉栽培や植栽群かどうかは問わないが、フラワーガーデンを意味するところは後者であり、景観、審美に耐えうるよう維持整備がなされている。
日本での「花畑」には、例えばうめきたガーデン「10万株の花畑」、なばなの里「光のお花畑」、葛西臨海公園（花畑の種は水仙や菜の花、コスモス）、茶臼山 (愛知県・長野県)/茶臼山高原シバザクラの花畑、小清水原生花園 こしみずリリーパーク（ユリの花畑）、四季彩の丘（正式名称は「展望花畑 四季彩の丘」)などがあり、マザー牧場、山梨県笛吹川フルーツ公園、白野江植物公園、北海道立サンピラーパークなどの施設にも、花畑が設けられている。また日本語表現では綿の畑も、綿畑のほかに綿花畑とも呼ばれる。
類似の用語に江戸時代に使用されていた花屋敷や花園があるが、花園は一般にフラワーガーデンを指す語で使用というよりも、使用例はもっぱら地名などが主である。
植物園や植物公園も花が植栽されている庭園ではあるが、それぞれ各国で法的な定義がなされている。花の庭や花畑はそうした定義とは別の、例えば日本の明治時代以前からの寺社境内などに設けた（例えば桃園や梅園、つつじ園など）、明治時代以後の西洋の植物を主体とした（例えばバラ園やチューリップ畑など）、花を一面に咲かせるある施設の場所（あじさい寺、あじさいの里やクレマチスの丘など）などが知られる。
花の庭や花畑では通常、低木やウッドランド・ガーデン (woodland garden) 内で優位に花を咲かせる木本植物 (Woody_plant) ではなく、草本植物の庭園や群生を指すことが多いが、この両者は庭のどの領域でも植栽の一部となりうる。
だいたいの草花、特に一年草は、定期的に土を掘り起こし、有機物や肥料を補充した花壇や植え込みに植えることで、最もよく育つ。花は1年を通じてさまざまな時期にそれぞれが咲くが、植物によっては1年草で毎年冬に枯れてしまうため、花壇の設計では通常、四季を通じて花の順序と一貫した色の組み合わせを維持することを考慮する必要がある。一年草と多年草の花壇に限定して花壇整理 (bedding-out) を行うほか、労働時間や花の色柄も考慮して慎重に設計されている。
花の色も草本のボーダーや低木と草本植物を含むミックスボーダーの重要な特徴である。フラワーガーデンはノットガーデンやハーブガーデンなどの、他草花を主体とした別の種類の庭と機能的に結びついていることもある。
装飾花弁とされる植物の多くは、そのほとんどが雑草として発生したもので、十分に魅力的であれば、その魅力ゆえに農民が許容することもあった。その結果、人為的な淘汰が起こり、人間にとってより美しい花が作られるようになった。これは農耕の歴史の中でずっと続いてきたことだとみられるが、このことは、多くの花がより有用な農作物のコンパニオンプランツとして機能する理由にもなる。どちらの植物も家畜化されるまでに食用植物と共生関係を進化させていたため、同じ地域に生息し、魅力ある植物として選ばれるのに便利だったのである。
植物がいったん家畜化されると、ほとんどの花は単独で、あるいは他の機能を備える庭園の一部として育てられるようになった。西洋では、庭の一部を花壇にするという発想は、おそらく16世紀になってから一般的になったとみられる。
花壇は、特に大企業や大組織では、色彩を一定に保つために、季節ごとに大きな花壇を取り壊し、すべて取り替えるということもあるし、マルチングなどの技術を用いれば、その育成労力を軽減することができるほか、en:Rhinanthusなどの寄生植物を植えることで草の成長を穏やかにすることもできる。

### 総覧
- 花 (曖昧さ回避)
- 花の一覧 - 草花の画像一覧

### 生物関連
- 植物 - 植物学 - 分類学
- 花序
- 花冠（花びらの集まり）
- 雌雄同株（雌雄異株）
- 花托筒（英語版）(花床筒)
- 花色変異（英語版）、白花変種、葉化（英語版）、帯化
- 子房柄（英語版）
- Androgynophor（ドイツ語版）
- 雌蕊群（英語版）
- フロリゲン - 花成ホルモン。開花のスイッチとなる植物ホルモン。
- ジベレリン - 開花を促進する植物ホルモン
- 屈性・傾性 ‐ ひまわりの花は、太陽の方向へ向く。また開花を一瞬で終わらせる花もある(Rapid plant movement（英語版）)。
- 花の発生におけるABCモデル
- 植物の老化（英語版） ‐ 開花後、一定期間経過してから花を萎らせる。
- 植物の性
- 蜜標、花の香り（英語版）、死体花（英語版）、水媒花（英語版）
- 開花時期の同期性（英語版）

### 文化関連
- 華道 - フラワーデザイン、観葉植物、リース (装飾)、ブーケ(花束など)
- 庭 - 園芸 - ガーデニング - 造園、花時計
- ドライフラワー - 押し花、ハーバリウム、プリザーブドフラワー
- 弔花（献花、供花、枕花、sympathy flower、Funeral Flower）
- 植物の象徴性（英語版）、花言葉、誕生花、季語一覧
- 雪月花
- 花札
- 人間による植物利用（英語版）